# Käser (Familienname)
Käser oder Kaeser ist ein deutscher Familienname.

## Herkunft und Bedeutung
Käser ist ein Berufsname und bezieht sich auf den Hersteller von Käse.

## Namensträger
- Adrian Käser (* 1971), Schweizer Schwinger
- Alfred Käser (1879–1924), Schweizer Evangelist
- Angelika Dreock-Käser (* 1967), deutsche Paracyclerin
- Bert Kaeser (* 1943), deutscher Klassischer Archäologe
- Carl Kaeser (1914–2009), deutscher Maschinenbauingenieur und Unternehmer
- Eduard Kaeser (* 1948), Schweizer Physiker und Philosoph
- Elisabeth Maag-Kaeser (1882–1953), deutsche Lehrerin, Politikerin und Schriftstellerin
- Erwan Käser (* 1992), Schweizer Skilangläufer
- Ewald Kaeser (Gewerkschafter) (1918–2010), Schweizer Gewerkschafter
- Ewald Kaeser (Dichter) (1942–2002), Schweizer Dichter und Journalist
- Fritz Käser (* 1921), deutscher Fußballspieler und -trainer
- Hans-Jürg Käser (* 1949), Schweizer Politiker (FDP)
- Hans-Peter Kaeser (* 1942), Schweizer Buchgestalter
- Helmut Käser (1912–1994), Schweizer Fußballfunktionär
- Hermann Käser (1885–1965), deutscher Politiker, Bürgermeister von Asperg
- Hermann Käser (* 1928), Schweizer Eishockeyspieler
- Hildegard Johanna Kaeser (1904–1965), deutsche Schriftstellerin
- Israel Käser (1808–1874), deutscher Fotograf
- Jakob Käser (1884–1969), Schweizer Heimatdichter und Volksschriftsteller
- Joe Kaeser (* 1957), deutscher Manager, Finanzvorstand, Vorstandsvorsitzender und Aufsichtsratsvorsitzender
- Klaus-Dieter Käser (* 1961), deutscher Politiker (Grüne)
- Lothar Käser (* 1938), deutscher Gymnasiallehrer, Philologe und Ethnologe
- Otto Käser (1913–1995), Schweizer Gynäkologe
- Reinhold Käser (1910–1981), Schweizer Mediziner
- Remo Käser (* 1996), Schweizer Schwinger
- Rudolf Kaeser-Rueff (1870–1932), österreichischer Genremaler, Grafiker, Komponist und Opernsänger
- Simon Käser (* 1986), Schweizer Schauspieler
- Theodor Käser (1930–2017), Schweizer Organist und Dirigent
- Yannick Käser (* 1992), Schweizer Schwimmer